# نيدرفيرت
نيدرفيرت (‎nl‏؛ Limburgish: Ni-jwieërt ‎li‏)  بلدية بمقاطعة ليمبورخ، هولندا.

## طوبوغرافيا
خريطة طوبوغرافية هولندية لبلدية نيددرفيرت، يونيو 2015، (تقرأ بعد ثلاث نقرات على الخريطة)